# یاکشیمبتوو
یاکشیمبتوو (انگلیسی: Yakshimbetovo) یک شهرک در شهرستان کوگارچینسکی جمهوری باشقیرستان در کشور روسیه است.